# Chico (Texas)
Chico è un comune (city) degli Stati Uniti d'America della contea di Wise nello Stato del Texas. La popolazione era di 1.002 abitanti al censimento del 2010.

## Geografia fisica
Chico è situata a 33°17′46″N 97°47′55″W (33.296056, -97.798605).
Secondo lo United States Census Bureau, la città ha una superficie totale di 3,7 km², dei quali 3,7 km² di territorio e 0 km² di acque interne (0% del totale).

## Società

### Evoluzione demografica
Secondo il censimento del 2010, la popolazione era di 1.002 abitanti.

### Etnie e minoranze straniere
Secondo il censimento del 2010, la composizione etnica della città era formata dal 91,52% di bianchi, lo 0,1% di afroamericani, lo 0,7% di nativi americani, lo 0,1% di asiatici, lo 0% di oceanici, il 5,39% di altre razze, e il 2,2% di due o più etnie. Ispanici o latinos di qualunque razza erano il 13,07% della popolazione.